# Silvano Simeon

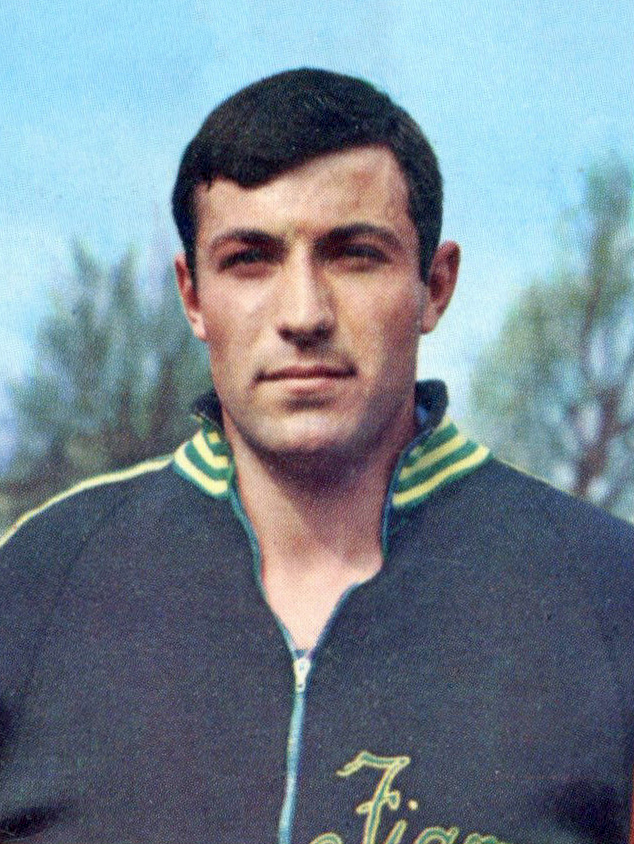
Silvano Simeon em 1968

Silvano Simeon (27 de outubro de 1945 - 12 de dezembro de 2010) foi um atleta olímpico italiano especializado em lançamento de disco.